# 蓬波内斯科
蓬波内斯科（義大利語：Pomponesco），是意大利曼托瓦省的一个市镇。总面积12平方公里，人口1775人，人口密度147.9人/平方公里（2009年）。国家统计（ISTAT）代码为020043。